# Leposoma guianense
Leposoma guianense là một loài thằn lằn trong họ Gymnophthalmidae. Loài này được Ruibal mô tả khoa học đầu tiên năm 1952.